# 丹凤街道
丹凤街道，是中华人民共和国云南省曲靖市师宗县下辖的一个街道办事处。
2013年10月20日，云南省人民政府批复同意撤销丹凤镇，设立丹凤街道、漾月街道、大同街道。

## 行政区划
丹凤街道下辖以下地区：
丹凤社区、文笔社区、古城村、大堵村、山龙村、淑足村、法杂村和海宴村。